# Pokémon: Negro—Victini y Reshiram y Blanco—Victini y Zekrom
Pocket Monsters Best Wishes! Victini to Kuroki Eiyū - Zekrom (劇場版ポケットモンスター ベストウイッシュ! ビクティニと黒き英雄ゼクロム Gekijōban Poketto Monsutā Besuto Uisshu! Bikutini to Kuroki Eiyū Zekuromu?, Pocket Monsters Best Wishes! la Película: Victini y el Héroe Negro Zekrom) y Pocket Monsters Best Wishes! Victini to Shiruki Eiyū - Reshiram (劇場版ポケットモンスター ベストウイッシュ! ビクティニと白き英雄レシラム Gekijōban Poketto Monsutā Besuto Uisshu! Bikutini to Shiruki Eiyū Reshiramu?, Pocket Monsters Best Wishes! la Película: Victini y el Héroe Blanco Reshiram), conocidas en Estados Unidos como Pokémon The Movie: White - Victini and Zekrom y Pokémon The Movie: Black - Victini and Reshiram, son las dos versiones de la decimocuarta película basada en el anime de Pokémon perteneciente a la serie Black and White. Ambas entregas cinematográficas se estrenaron en Japón el 16 de julio de 2011. En Estados Unidos llegó a los cines los días 3 y 4 de diciembre de 2011 (en el caso de Pokémon the movie: White) mientras que se lanzó a televisión el 10 y 11 de diciembre de 2011 por Cartoon Network (en el caso de Pokémon the movie: Black), siendo este uno de los pocos casos en los que una película de Pokémon no es directamente lanzada en DVD o para la televisión; no se veía algo así desde Pokémon Heroes: Latios and Latias. Es, además, la primera película donde Brock no aparece como compañero de Ash.

## Argumento
Promesa en el desierto: La verdad de Damon y Reshiram (Blanco - Victini y Zekrom)
Durante un caluroso día, un hombre en compañía de su Reuniclus recorre a pie un desierto ubicado en algún lugar del mundo Pokémon. En medio del camino encuentran a un Blitzle inmóvil debido a una herida en su pata. El sujeto lo lleva cargado hasta la aldea más cercana, donde una pequeña niña de nombre Luisa resulta ser su dueña. El hombre del Reuniclus es conocido por los habitantes de ese lugar como Damon. Luego de él recibir las gracias de parte de Luisa, entabla una discusión con el jefe de dicha población Ravine. Justo en ese momento se desata una fuerte tormenta de arena en las cercanías. Esto hace que un numeroso grupo de Bouffalant que rondaba el lugar emprenda una estampida en dirección a la aldea. Ante esto, Damon en un acto heroico, llama del cielo al mítico Pokémon Reshiram y montando sobre su espalda le ordena con un ataque destruir la tormenta y con otro controlar a los Bouffalant. La conmoción envuelve a los aldeanos. Entonces Damon se dirige a ellos pidiéndoles la oportunidad de demostrar que la Gente del Valle puede regresar a donde pertenece.
Promesa en la meseta helada: El ideal de Damon y Zekrom (Negro - Victini y Reshiram)
En algún lugar del mundo Pokémon, en medio del mar congelado, una pequeña aldea pasa un oscuro día. Glacine y su pequeño hijo, miembros de esa población, se hallan en una montaña helada en busca de vida vegetal, cuando de repente un iceberg colisiona bruscamente contra esa zona, provocando así que ambos caigan hacia una porción de hielo que se ha desprendido. Glacine y su hijo Luis junto con un grupo de Beartic quedan sobre el trozo de hielo flotando en medio de las frías aguas. El enorme iceberg que continua moviéndose ahora va en dirección a ellos amenazando con arrasarlos. Entonces, como salido del espeso mar de nubes negras que cubrían el cielo de aquel lugar, el mítico Pokémon Zekrom apareció para destruir por completo la gran masa de hielo. Para sorpresa de los aldeanos, Zekrom estaba bajo las órdenes de alguien a quien ellos conocen como Damon, el cual luego del heroico acto se dirigió hacia ellos para decirles que era el momento para que el Pueblo del Valle regresara al lugar donde pertenece, dicho por Zekrom: la tierra prometida.
Sorpresivo encuentro en el festival: Los protagonistas conocen a Victini
Ash, Iris y Millo continúan su viaje por la región Teselia y esta vez su destino intermedio es Pueblo Eindoak, un lugar ubicado sobre las montañas con un castillo en la cima, al cual se le conoce como la Espada del Valle. Durante el ascenso por la montaña, los protagonistas se encuentran con un par de Deerling en problemas, uno ellos está a punto de caer por un precipicio. Ash intenta ayudarlos pero también queda en serio peligro de caer, por lo cual Victini que se encontraba cerca observando, decide intervenir dándole secretamente energía a Ash para que pueda salir sano y salvo con los dos Pokémon. A partir de ese momento Victini desarrolla cierto interés por Ash y empieza a perseguir a los protagonistas sin ellos darse cuenta, gracias a su habilidad para hacerse invisible. 
Ese año la cosecha en Eindoak ha dado buenos frutos, razón por la cual el alcalde de la ciudad llamado Mannes ha decidido organizar un festival para celebrarlo. El evento de apertura consiste en un torneo de batallas Pokémon en las que Ash y sus amigos piensan participar. El alcalde da inicio al espectáculo y tras varios combates, Iris y Millo son eliminados, mientras que Ash logra una victoria tras otra, gracias en parte a que Victini secretamente aumenta el poder de sus Pokémon. Carlita, una de las concursantes se da cuenta de ello en la batalla de su Hydreigon contra el Scraggy de Ash, así que decide contárselo. Los protagonistas se sorprenden ante la noticia y de inmediato intentan atraer a Victini con dulces. Finalmente este Pokémon se muestra ante ellos y entablan amistad. Desafortunadamente Victini no puede moverse libremente por todo el pueblo debido a una barrera invisible generada por unos pilares de protección que rodean parte de la montaña.
El plan de Damon: La espada del Valle es movida
La historia sobre el pueblo, el castillo y su relación con Victini es contada a los protagonistas por el alcalde, junto con Damon, Carlita y Juanita, ya que ellos son descendientes de los habitantes del Pueblo del Valle. Así mismo, Damon revela a sus familiares su intención de restaurar el antiguo lugar donde residía la Gente del Valle hace mil años, es decir, la ubicación original del castillo, esto con el fin de reunir a aquellos descendientes que se han dispersado por todo el planeta. Dicho pensamiento ha conducido a Damon hasta Zekrom/Reshiram, y ahora requiere de los poderes de Victini, pues con estos podrá transportar el castillo hasta la tierra prometida y esto activara la energía del dragón que fluye por las montañas, reviviendo así el Valle que había muerto hace mil años. 
Damon pone en marcha su plan y desde el interior del castillo le tiende una emboscada a Victini para capturarlo y así poder usar su fuerza. Esto le permite a Damon manipular el castillo con forma de espada y transportarlo por los aires. Al mismo tiempo la energía del dragón que mantiene la vitalidad de esa tierra empieza a fluir por los bosques. Ash sin embargo se percata que Victini está sufriendo e incluso puede llegar a morir durante el proceso, por lo que le pide a Damon que se detenga. A pesar de esto, Damon rehúsa hacerlo y utiliza a Zekrom/Reshiram,para apartar a todo aquel que se interponga, incluyendo a su familia. Ash se conecta momentáneamente con uno de los sueños de Victini luego de quedar inconsciente por uno de los ataques del Gothitelle Reuniclus3 de Damon. Tras esto se entera de que el castillo no debe ser movido una segunda vez pues toda la energía del dragón se corromperá y podrá incluso destruir todo el planeta. Esto es algo que tanto Damon como Zekrom/Reshiram, ignoran.
Lucha de los dragones legendarios: Reshiram vs Zekrom
Tal y como se lo comunicó Victini a Ash en el sueño, la energía del dragón que fluye por la montaña empieza a distorsionarse pasando de un color verde a uno púrpura y arrasa con toda la vida silvestre a su paso. Ash, siguiendo el consejo de Juanita, no tiene más alternativa que ir en búsqueda de Reshiram/Zekrom, para contrarrestar el poder de Zekrom/Reshiram, y así lograr acercarse a Damon y a Victini. El valor y el deseo de Ash Ketchum por salvar a Victini logran guiarlo hasta el lugar donde descansa el Pokémon dragón. Entonces comienza la batalla épica entre Zekrom y Reshiram. Mientras las dos leyendas Pokémon combaten fieramente Ash aprovecha para adentrarse de nuevo al castillo e intentar destruir el sistema que absorbe la energía de Victini, sin embargo es detenido por los ataques del Gothitelle/Reuniclus, de Damon. En un duro choque de poderes Zekrom/Reshiram, cae herido y es absorbido por la energía del dragón que se ha salido de control, sin embargo Reshiram/Zekrom, logra sacarlo a tiempo. En eso ambos dragones se percatan del enorme daño que el plan de Damon le está ocasionando al planeta. Ante esto Zekrom/Reshiram,se revela ante Damon y libera a Victini del aparato que lo retenía y robaba sus poderes.
Conflicto en la atmósfera: Ash y Victini quedan atrapados
Damon que sigue ciego ante la situación, no logra entender la decisión de Zekrom/Reshiram, sino hasta que finalmente ve con sus propios ojos como la energía corrupta se va esparciendo por la montaña. Entonces Damon idea un plan con ayuda de Zekrom y Reshiram para revertir el proceso. Esto implica que el castillo debe absorber parte de la energía de dragón que se encuentra en la tierra. La espada del valle en cualquier momento puede colapsar así que Damon hace evacuar a todos del castillo. Sin embargo Victini no puede abandonarlo porque los pilares de protección siguen rodeando la estructura. Ash rehúsa abandonar al pequeño Pokémon de fuego. En eso, todo el castillo sale disparado hacia la atmósfera por la fuerza negativa de la energía del dragón y posteriormente Ash queda encerrado junto a Victini dentro de una pequeña barrera ocasionada por los pilares protectores. Ya casi en el espacio, con bajos niveles de oxígeno, Damon y los dragones legendarios hacen hasta lo imposible para destruir los pilares y liberar a Ash pero no tienen ningún éxito. Justo cuando el cuerpo de Ash no parece soportar más el frío del espacio y está a punto de morir, Victini se abalanza contra los pilares con un potente V de fuego que acaba definitivamente con la barrera que los aprisionaba, Victini desaparece en el espacio junto con la energía corrupta del dragón que había sido absorbida por el castillo. Ash queda inconsciente.
Reencuentro y despedida
Ya con el castillo libre de la energía descontrolada y con un Ash que se recupera, Zekrom, Rehiram y el Golurk de Juanita ayudan a Damon a regresar la espada del Valle a la tierra, pero deben ser cuidadosos y ubicarla sobre la fuente de la energía del dragón para así lograr estabilizarla. Finalmente lo consiguen y la energía que fluía sin control por las montañas es purificada regresando a su color verde. 
En una playa cercana al lugar de aterrizaje del castillo, Ash se lamenta no poder haber hecho nada por Victini, aun cuando le prometió que algún día lo liberaría de la barrera para mostrarle el mar. Con profunda tristeza Ash lanza unos de los dulces favoritos de Victini hacia el mar pero para sorpresa de todos, este se queda suspendido en el aire. Victini, que se encontraba invisible, reaparece de nuevo ante ellos comiéndose el dulce. La alegría de inmediato inunda a Ash, Millo e Iris así como a los descendentes de la gente del Valle. Seguidamente Damon se disculpa sinceramente con todos, mientras que los legendarios Zekrom y Reshiram se marchan a recorrer los cielos del mundo Pokémon.

## Personajes

### Humanos
Ash Ketchum (サトシ Satoshi?)
 Seiyū: Rica Matsumoto
Iris (アイリス Airisu?)
 Seiyū: Aoi Yūki
Cilan (デント Dento?)
 Seiyū: Mamoru Miyano
Jessie (ムサシ Musashi?)
 Seiyū: Megumi Hayashibara
James (コジロウ Kojirō?)
 Seiyū: Shinichirō Miki

### Pokémon
Pikachu (ピカチュウ?)
 Seiyū: Ikue Otani
Meowth (ニャース Nyarth?)
 Seiyū: Inuko Inuyama
Victini (ビクティニ Bikutini?)
 Seiyū: Nana Mizuki
Zekrom (ゼクロム Zekuromu?)
 Seiyū: Hideki Takahashi
Reshiram (レシラム Reshiramu?)
 Seiyū: Shosuke Tanihara

## Recepción
Ambas películas recibieron críticas mixtas a positivas por parte de la audiencia y los fanes. En el sitio web Rotten Tomatoes, a White - Victini and Zekrom, la audiencia le dio una aprobación de 69%, basada en más de 400 votos, con una calificación promedio de 3.8/5, mientras que Black - Victini and Reshiram, debido a la poca cantidad de votos, tiene una aprobación de 29%, pero con una calificación de 3.9/5, basada en 10 votos. En la página web IMDb, White - Victini and Zekrom, tiene una calificación de 6.1 basada en más de 700 votos, mientras que Black - Victini and Reshiram tiene una calificación de 5.9, basada en más de 300 votos. En la página Anime News Network White - Victini and Zekrom posee una puntuación aproximada de 7 (bueno), basada en más de 30 votos y Black - Victini and Reshiram posee una puntuación aproximada de 7 (bueno), basada en más de 40 votos, mientras que en MyAnimeList, White - Victini and Zekrom tiene una calificación de 7.0, basada en más de 8000 votos y Black - Victini and Reshiram tiene una calificación de 6.9, basada en más de 8000 votos.